# Ionel Constantin
Ionel Constantin, född den 6 maj 1963 i Brăila, Rumänien, är en rumänsk kanotist.
Han tog bland annat VM-guld i K-4 1000 meter i samband med sprintvärldsmästerskapen i kanotsport 1983 i Tammerfors.